# Myiagra erythrops
Monarca-de-palau ou papa-moscas-de-palau (Myiagra erythrops) é uma espécie de ave da família Corvidae.
É endémica de Palau.